# Tina Thörner
Maria Christina „Tina” Thörner  (ur. 24 lutego 1966 w Säffle) – szwedzka pilotka rajdowa. Dwukrotna zdobywczyni Pucharu Świata FIA w rajdach terenowych (2008 i 2009). Zajęła również drugie (2006) i trzecie miejsce (1999) podczas Rajdu Dakar. 

## Kariera
Do sportów motorowych weszła już w 1985 jako dziewiętnastolatka, startując w Rajdowych Mistrzostwach Świata (WRC) i Rajdowych Mistrzostwach Europy (ERC) jako pilotka Susanne Kottulinsky (1985–1987), a następnie Louise Aitken-Walker (1990–1992). W latach 1993–1995 pilotowała niemiecką zawodniczkę Isolde Holderied, a w latach 1996–1998 niemieckiego kierowcę Uwe Nittela. 
W 1999 zajęła trzecie miejsce w Rajdzie Dakar 1999 w kategorii samochodów (Mitsubishi Pajero) wraz z niemiecką zawodniczką Juttą Kleinschmidt. 
W sezonie 2002 była pilotką Kennetha Erikssona, z którym startowała przez cały sezon w serii WRC, w klasie A8 - jednak bez sukcesów.   
W 2006 zajęła drugie miejsce w Rajdzie Dakar 2006 pilotując Giniela de Villiers (Volkswagen Touareg). W 2009 podczas Rajdu Dakar była pilotką katarskiego kierowcy Nasira al-Atijja, (z którym nie ukończyła wyścigu, powodem było wykluczenie zawodnika z rajdu za opuszczenie kilku obligatoryjnych punktów kontroli na trasie szóstego etapu rajdu) - W tym samym roku wraz z francuskim kierowcą Guerlain Chicheritem zdobyła Puchar Świata FIA w rajdach terenowych - rok wcześniej zdobyła ten sam puchar świata z Nasirem al-Atijja.
W 2011 wzięła udział w szóstym sezonie programu rozrywkowego Let’s Dance 2011, będącego szwedzkim formatem programu Strictly Come Dancing. Thörner tańczyła w parze z łyżwiarzem figurowym Tobiasem Karlssonem - odpadli w dziesiątym tygodniu rywalizacji zajmując ostatecznie trzecie miejsce w programie. Pojawiła się również w dwóch odcinkach szwedzkiego reality show Intresseklubben - od 2012 nieregularnie występuje w szwedzkich programach reality show. 

### Starty w Rajdzie Dakar jako pilotka
| Rok  | Kierowca           | Pojazd             | Pozycja       |
| ---- | ------------------ | ------------------ | ------------- |
| 1999 | Jutta Kleinschmidt | Mitsubishi Pajero  | 3. miejsce    |
| 2000 | Jutta Kleinschmidt | Mitsubishi Pajero  | 5. miejsce    |
| 2003 | Ari Vatanen        | Nissan Navara      | 7. miejsce    |
| 2004 | Colin McRae        | Nissan Navara      | 19. miejsce   |
| 2005 | Colin McRae        | Nissan Navara      | Nie ukończyła |
| 2006 | Giniel de Villiers | Volkswagen Touareg | 2. miejsce    |
| 2007 | Jutta Kleinschmidt | BMW                | 15. miejsce   |
| 2009 | Nasser Al-Attiyah  | BMW X3             | Nie ukończyła |
| 2010 | Guerlain Chicherit | BMW X3             | 5. miejsce    |

### Ważniejsze tytuły
- Rajd Dakar 1999
- Rajd Dakar 2006
- Puchar Świata FIA w rajdach terenowych 2008
- Rajd Abu Zabi 2009
- Rali Transibérico 2009
- Puchar Świata FIA w rajdach terenowych 2009